# Andescynodon
Andescynodon — рід траверсодонтидових цинодонтів із середнього тріасу Аргентини. Скам'янілості відомі з формацій Серро-де-лас-Кабрас і Качеута. Андесцінодон є одним із найбільш базальних траверсодонтидів. Інший траверсодонт під назвою Rusconiodon також був ідентифікований у формації Серро-де-лас-Кабрас, але зараз вважається молодшим синонімом Andescynodon.